# 井上和

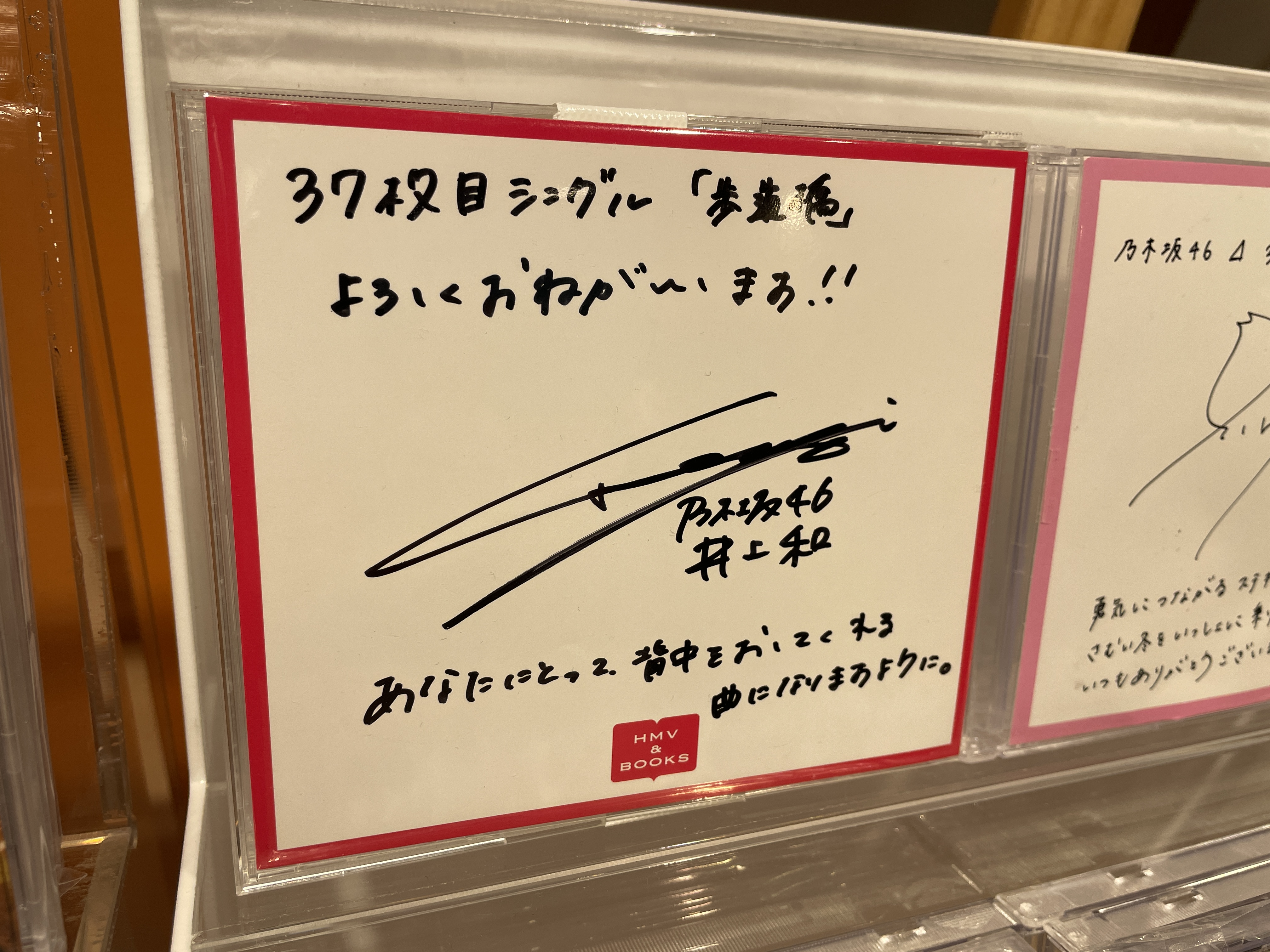
直筆サイン

井上 和（いのうえ なぎ、2005年〈平成17年〉2月17日 - ）は、日本のアイドル、ファッションモデルであり、女性アイドルグループ乃木坂46のメンバー、『non-no』の専属モデルである。神奈川県横浜市出身。乃木坂46合同会社所属。

## 来歴
2005年（平成17年）2月17日生まれ。高校時代は弓道部に所属しており、自分の名前の入った和弓が入部するきっかけとなった。当時は建築士になりたいと思っていた。
2022年（令和4年）2月1日、乃木坂46の5期生オーディションに合格。母親はオーディションに反対したが「どれだけ話しても意思が変わらなかった」ため、心配しつつも応援することになったという。同年2月23日、幕張メッセ 幕張イベントホールで開催された『乃木坂46 5期生「お見立て会」』でファンに初披露され、中西アルノとともに『インフルエンサー』のセンターポジションに立った。同年3月23日発売の29thシングル『Actually...』に収録された5期生楽曲「絶望の一秒前」でセンターを務めた。
2023年（令和5年）2月1日、公式サイトに個人ブログが開設された。同年3月29日発売の32ndシングル『人は夢を二度見る』で初選抜で初福神、8月23日発売の33rdシングル『おひとりさま天国』で表題曲センターに初めて選ばれた。初披露となった沖縄アリーナでのライブ直前や本番中に緊張とプレッシャーで泣き出した井上を先輩メンバーの賀喜遥香が優しく抱きしめ、メンバー全員が声を掛け激励する一幕があった。同年12月31日、『おひとりさま天国』で『第74回NHK紅白歌合戦』（NHKホール）に紅組歌手として出場し、センターを務めた。
2024年（令和6年）1月からラジオ番組『SCHOOL OF LOCK!』（TOKYO FM）の番組内コーナー「乃木坂LOCKS!」のレギュラー講師に就任。同年4月12日から29日まで上演された『乃木坂46”5期生”版 ミュージカル「美少女戦士セーラームーン」2024』で主人公・セーラームーン/月野うさぎ役を演じた。同年4月12日、ファッション誌『non-no』（集英社）の専属モデルに就任したことが公表され、同年4月19日発売の6月号より登場。同年5月3日には、ファッションショーイベント『Rakuten GirlsAward 2024 SPRING / SUMMER』（国立代々木競技場第一体育館）でランウェイデビューを果たした。同年8月21日発売の36thシングル『チートデイ』で3作ぶり2度目のセンターを務めた。
2025年（令和7年）2月5日、同年3月19日にKアリーナ横浜で開催される「MTV Video Music Awards Japan」でLIVE ACTとして乃木坂46初のソロ歌唱をすることが発表された。同年2月17日、20歳の誕生日を迎え、Instagramアカウントを開設した。同年3月21日放送の『スプリング!』（テレビ朝日）で地上波ドラマ初主演。同年3月26日発売の38thシングル『ネーブルオレンジ』では中西アルノとともに初Wセンターを務めた。同年4月22日、1st写真集『モノローグ』（講談社）を発売。全256ページは乃木坂46のソロ写真集史上最大で、通常の写真集と比べおよそ2倍の分量となった。初版20万部スタートもメンバーの1stソロ写真集では最多。週間売上9.2万部を記録し、オリコン週間BOOKランキングと写真集部門で1位を獲得。また期間内11.2万部の売り上げで「オリコン上半期“本”ランキング2025」の写真集部門とタレント本部門でも1位となった。
2026年放送予定のNHK大河ドラマ『豊臣兄弟!』の茶々役に出演することが発表された。茶々役には1,600人以上が参加したオーディションで選ばれている。

## 人物
愛称は、なぎ、にゃぎ、にゃん。名前は万葉集で「和」を「なぎ」と読むことに由来し「人と人をつなげられる、温かい和をつくれる人になってほしい」という思いが込められている。性格はせっかちで心配性、ツンデレ。長所はすごく前向きなところ（大体のことはなんとかなると思っているところ）と、緊張が表情に出ないところ。短所は熱しやすく冷めやすいところと、考えすぎてネガティブになるところ。高校の弓道部の同期生には、しっかり者のようなイメージだが実際は意外に抜けている部分もあると指摘されている。意外に甘えん坊でいたずら好きな一面がある。家族構成は父、母、弟2人。ルーティンは起床時はカフェオレ、就寝時はきな粉牛乳を飲むこと。

### 嗜好
好きな食べ物はピーマンの肉詰め、みかん、おはぎ。4、5歳の誕生日から、毎年、母親の作るピーマンの肉詰めを食べている。嫌いな食べ物はグレープフルーツとスルメイカ。得意料理は兄弟から評判のいいオムライス。好きな色は真紅の赤、からし色。好きな数字は2。好きな言葉は十人十色。好きな花は母も好きな紫陽花。好きな動物は猫。好きな季節は秋と冬。好きな場所は自宅。好きな本は『蜜蜂と遠雷』『霧のむこうのふしぎな町』。好きなアーティストは米津玄師、ヨルシカ、凛として時雨。好きなファッションはカジュアル系。好きな時間は仲良しの母に今日あったことの報告をしている時。得意な教科は数学・美術・音楽、苦手な教科は英語・国語。

### 趣味
アニメ鑑賞と漫画を読むこと、絵を描くこと。家にある漫画は父の影響でジャンプ作品が多かった。初めて読んだ漫画は『ときめきトゥナイト』で全巻を自宅に送ってもらうほど夢中になった。好きな漫画は『テラフォーマーズ』、好きなアニメは『ソードアート・オンライン』『新世紀エヴァンゲリオン』、好きなアニメのキャラクターは『ソードアート・オンライン』のアスナとキリトである。キリトについては「私の初恋の人」で「キリトくんがきっかけでいろんなアニメを見るようになった」と語っている。好きな男性声優は松岡禎丞で、アニメ『ソードアート・オンライン』で松岡がキリト役を務めてファンになってからは、松岡が参加する作品は必ず見ており『超・乃木坂スター誕生！』に出演した際にも松岡が主人公を務めたアニメ『冴えない彼女の育てかた』を好きな作品に挙げるなど『ソードアート・オンライン』以外の作品でも大ファンであることを伝えている。好きな女性声優は佐倉綾音で、ライブでナレーションをした佐倉に名前を呼ばれ、リハーサル中であったにも関わらず涙ぐみそうになった。井上は佐倉の推しメンでもあり、佐倉の自宅で遊んだりするなどプライベートでも親交がある。好きな音楽のジャンルはアニメソング、ボカロ。カラオケの十八番は『お願いマッスル』『残酷な天使のテーゼ』。ボカロは中学時代、ユリイ・カノンの『だれかの心臓になれたなら』を聴いて励まされた。人は変化して行く一方で、画面の向こうにいるVOCALOIDは、“変わらない存在”でいてくれる同じ思いを届け続けてくれる良さがあるという。

### 特技
子どもの頃からけん玉やあやとりなどの日本伝統の遊びを好んでいる。

### 乃木坂46
キャッチフレーズは「にゃんにゃんにゃぎ」。サイリウムカラーは赤と白。好きな曲は「ありがちな恋愛」。
憧れのメンバーは遠藤さくら。加入前から遠藤のミート&グリートへ参加するほどの大ファンで、理想の女の子として大好きで、会いたい一心でオーディションを頑張れたと後に語っている。遠藤は井上の第一印象を「こんなにきれいな子が入るのか。大人っぽいなぁ」と答えている。遠藤とのコンビ名は「なぎさく」。32ndシングル『人は夢を二度見る』には遠藤との初ユニット曲「黄昏はいつも」が収録されている。
4期生の筒井あやめとは同じ高校の同級生かつクラスメイト。38thシングル『ネーブルオレンジ』には筒井との初ユニット曲「天空の豆の木」が収録されている。
先輩メンバーの与田祐希とは「よだなぎ」と呼ばれており、井上の姿を見て、より頑張るようになり、良い刺激を受けたことを与田が自身の卒業コンサートで語っている。
中西アルノとのコンビ名は「アルなぎ」、
菅原咲月とは「なぎさつ」、池田瑛紗とは「てれなぎ」、五百城茉央とは「なぎまお」と呼ばれている。5期生で彼女にしたいメンバーは菅原と一ノ瀬美空。

## 作品

### シングル
乃木坂46
- 絶望の一秒前（2022年3月23日、SRCL-12106/7） - EAN 4547366549096。
- バンドエイド剥がすような別れ方（2022年8月31日、SRCL-12214/5） - EAN 4547366571974。
- 17分間（2022年12月7日、SRCL-12338） - EAN 4547366590197。
- 人は夢を二度見る（2023年3月29日、SRCL-12480/8） - EAN 4547366607307。
- 僕たちのサヨナラ（2023年3月29日、SRCL-12480/8） - EAN 4547366607307。
- 心にもないこと（2023年3月29日、SRCL-12480/1） - EAN 4547366607307。
- 黄昏はいつも（2023年3月29日、SRCL-12482/3） - EAN 4547366607314。
- おひとりさま天国（2023年8月23日、SRCL-12620/8） - EAN 4547366626612。
- 誰かの肩（2023年8月23日、SRCL-12620/1） - EAN 4547366626612。
- 考えないようにする（2023年8月23日、SRCL-12624/5） - EAN 4547366626636。
- Monopoly（2023年12月6日、SRCL-12730/8） - EAN 4547366650990。
- いつの日にか、あの歌を…（2023年12月6日、SRCL-12738） - EAN 4547366651027。
- チャンスは平等（2024年4月10日、SRCL-12850/8） - EAN 4547366669053。
- 「じゃあね」が切ない（2024年4月10日、SRCL-12850/1） - EAN 4547366669053。
- チートデイ（2024年8月21日、SRCL-12950/8） - EAN 4547366693973。
- あの光（2024年8月21日、SRCL-12950/8） - EAN 4547366693973。
- 熱狂の捌け口（2024年8月21日、SRCL-12958） - EAN 4547366694000。
- 歩道橋（2024年12月11日、SRCL-13070/8） - EAN 4547366716580。
- 相対性理論に異議を唱える（2024年12月11日、SRCL-13070/8） - EAN 4547366716580。
- 乃木坂饅頭（2024年12月11日、SRCL-13074/5） - EAN 4547366716603。
- 雪が降る日にまた会おう（2024年12月11日、SRCL-13076/7） - EAN 4547366716627。
- 懐かしさの先（2025年2月3日）
- ネーブルオレンジ（2025年3月26日、SRCL-13220/8） - EAN 4547366731125。
- 天空の豆の木（2025年3月26日、SRCL-13224/5） - EAN 4547366731149。
- Same numbers（2025年7月30日、SRCL-13370/8） - EAN 4547366755978。
- 真夏日よ（2025年7月30日、SRCL-13370/8） - EAN 4547366755978。
- 君と猫（2025年7月30日、SRCL-13378） - EAN 4547366756005。

### アルバム
その他
乃木坂46 cheers 松任谷由実（produced by 小室哲哉）
- ユーミン乾杯!!〜松任谷由実50周年記念コラボベストアルバム〜
  - 「守ってあげたい」（2023年12月20日、UPCH-20663） - EAN 4988031593967[70]。

### 映像作品
- 新・乃木坂スター誕生! 第1巻（2023年1月27日） - EAN 4988021720267。
- 乃木坂46 10th YEAR BIRTHDAY LIVE（2023年2月22日） - EAN 4547366594324, EAN 4547366594447。
- 新・乃木坂スター誕生! 第2巻（2023年5月12日） - EAN 4988021720274。
- 新・乃木坂スター誕生! 第3巻（2023年8月4日） - EAN 4988021720281。
- NOGIZAKA46 ASUKA SAITO GRADUATION CONCERT（2023年10月25日） - EAN 4547366631012, EAN 4547366631098。
- 新・乃木坂スター誕生! 第4巻（2023年11月10日） - EAN 4988021720298。
- 乃木坂46 11th YEAR BIRTHDAY LIVE 5DAYS（2024年2月21日） - EAN 4547366660128, EAN 4547366660135。
- 超・乃木坂スター誕生! 第1巻（2024年4月10日） - EAN 4988021720625。
- MIZUKI YAMASHITA GRADUATION CONCERT（2024年10月2日） - EAN 4547366701180, EAN 4547366701227。
- 乃木坂46 12th YEAR BIRTHDAY LIVE（2025年2月12日） - EAN 4547366722253。

## 出演

### テレビドラマ
- スプリング!（2025年3月21日、テレビ朝日）主演・逢坂碧 役[28]
- 大河ドラマ 豊臣兄弟!（2026年〈予定〉、NHK） 茶々 役[71]

### 舞台
- 乃木坂46”5期生”版 ミュージカル「美少女戦士セーラームーン」2024（2024年4月12日 - 29日、IMM THEATER）月野うさぎ / セーラームーン 役（Team MOON）[18]

### ラジオ
- SCHOOL OF LOCK!「乃木坂LOCKS!」（2024年1月1日 - 、TOKYO FM・JFN）[17]

### アニメ
- ふしぎ駄菓子屋 銭天堂（NHK Eテレ）
  - 第112話（2024年1月19日）にゃぎ 役[72]
  - 第124話（2024年6月7日）女中 役[73]
  - 第134話（2024年10月4日）にゃぎ 役[74]
  - 第141話 - 第148話（2024年12月13日・2025年1月17日 - 31日・2月28日・3月7日・14日）つぐみ 役[75][76]

### CM
- ウォルト・ディズニー・ジャパン ディズニー★JCBカード - 遠藤さくらと共演[77][78]。
  - 「踏み出す勇気」編（2024年4月1日 - ）[77]
  - 「オハナとずっと一緒」編（2025年5月8日 - ）[78]

### ファッションショー
- GirlsAward
  - Rakuten GirlsAward 2024 SPRING/SUMMER（2024年5月3日、国立代々木競技場第一体育館）[79][20]
  - Rakuten GirlsAward 2024 AUTUMN/WINTER（2024年10月19日、幕張メッセ）[80]
  - Rakuten GirlsAward 2025 SPRING/SUMMER（2025年5月3日、国立代々木競技場第一体育館）[81]

### イベント
- 「MTV Video Music Awards Japan」LIVE ACT（2025年3月19日、Kアリーナ横浜）[26]
- マイナビ 閃光ライオット2025 produced by SCHOOL OF LOCK!（2025年8月7日、Zepp DiverCity (TOKYO)） - 応援アンバサダー（賀喜遥香と出演）[82][83]

### 広告
- 振袖コレクション2025「京舞×井上和」・京都丸紅ブランド京舞イメージモデル（2024年11月 - ）[84]

### ネット配信
- THE FIRST TAKE（YouTube） - 中西アルノと共演[85][86]。
  - 「 君の名は希望」（2025年3月28日）[85]
  - 「ネーブルオレンジ」（2025年4月9日）[86]

## 書籍

### 雑誌連載
- non-no（2024年4月19日 - 、集英社）専属モデル[注 1][3]

### 写真集
- モノローグ（2025年4月22日、講談社）[88][30][31]